# Soterramiento del Ferrocarril Sarmiento
El Soterramiento del Ferrocarril Sarmiento, fue una obra pública que contempló la construcción de un túnel ferroviario en el tramo de la línea  Sarmiento entre las estaciones Once y Moreno. Este proyecto de ingeniería fue desarrollado entre el Estado Argentino y contratistas privados en la ciudad de Buenos Aires y la zona oeste del Gran Buenos Aires. Previó la construcción de un túnel y vías bajo trinchera del Ferrocarril Domingo Faustino Sarmiento, a través de una extensión estimada de 32 kilómetros. de los que apenas se concretaron 7.
Al servicio de la Línea Sarmiento, que por entonces estaba a cargo de la empresa Trenes de Buenos Aires desde 1995, a partir del 24 de mayo de 2012 le fue rescindido su contrato de concesión tras la Tragedia ferroviaria de Once. Esta línea electrificada, transportaba en el año 2012, 380 trenes diarios con casi 10 millones de pasajeros al mes, y posee un total de 50 pasos a nivel (ver esquema), a los que se suman 29 pasos peatonales.

## Características del túnel
El futuro túnel del Sarmiento tendría un diámetro de 11 metros y una profundidad promedio de 22 metros. contaría también con dos vías diseñadas para trenes de doble piso de hasta nueve vagones. Esta infraestructura reemplazaría la vía cuádruple actual, permitiendo mejorar los servicios rápidos y contribuir a aliviar la congestión en la línea. El soterramiento del Sarmiento se licitó en 2006, durante la gestión de Néstor Kirchner, y se adjudicó dos años después. El contrato lo ganó una unión transitoria de empresas (UTE) que, además de Iecsa, integraron la empresa italiana Ghella, la empresa brasileña Odebrecht y las empresas españolas Comsa-EMTE.

## Etapas

### Tramo Caballito - Haedo
El 23 de diciembre de 2008 se anunció la inversión de 4.074 millones de pesos para la iniciación de obras en este tramo, llamado Etapa I, que primero se planificó como tramo “Caballito-Ciudadela” y luego se extendió hasta Haedo.
Contaría con una longitud aproximada de 16,67 km de túnel, más sus rampas asociadas.[cita requerida]

### Tramo Haedo - Castelar
Esta etapa contaría con una extensión aproximada de 3,95 km.[cita requerida]

### Tramo Castelar - Moreno
Tendría una longitud aproximada de 14,1 km de túnel, más las rampas asociadas.[cita requerida]

## Noticias de la evolución del proyecto
- 03-04-1998: Se anuncia la construcción de un túnel vehicular para reemplazar el paso a nivel de Avenida Boyacá. Los vecinos, inconformes con el proyecto, reclaman que se continúe la trinchera que llega hasta la calle Hidalgo.[5]
- 11-08-2000: El Jefe de Gobierno Porteño Aníbal Ibarra impulsa el proyecto de soterrar el Ferrocarril Sarmiento entre Caballito y Liniers.[6]
- 04-08-2001: El Gobierno Porteño eleva al Gobierno Nacional los pliegos de la licitación para realizar el soterramiento entre Hidalgo y Avenida Corro. Se construirán 5.600 metros de túnel, se eliminarán 21 barreras (entre vehiculares y peatonales) y costará $84.000.000. Asimismo, prevé soterrar el tramo entre Avenida Corro y Avenida General Paz en una segunda etapa.[7]
- 21-02-2006: El Gobierno Nacional llamó a licitación para modernizar el corredor Once Moreno de la línea Sarmiento.[8]
- 03-05-2006: El ministro de Planificación, Julio de Vido anuncia más obras en subtes y ferrocarriles metropolitanos, destacando que «el soterramiento del Sarmiento, es un tema que hace al interés de todos los argentinos».[9]
- 24-06-2006: Néstor Kirchner presidió el acto de licitación para obras de soterramiento y cerramiento del ferrocarril Sarmiento. El ministro de Planificación, Julio de Vido, resaltó la importancia de esta obra que «va a permitir que aquellos hermanos y hermanas que habitan en el Gran Buenos Aires puedan llegar en tiempos razonables de viaje con una mayor comodidad a partir de la incorporación de mejores medios logísticos».[10]
- 15-08-2006: El presidente encabezó el acto de adjudicación de obras en el Ferrocarril Sarmiento.[11]
- 05-09-2006: Julio de Vido: "Vamos a empezar invirtiendo 1.500 millones de pesos en el soterramiento del “Sarmiento”.[12]
- 13-03-2007: El presidente decide extender las obras de Liniers hasta Haedo.[13]
- 24-05-2007: Néstor Kirchner: «El soterramiento va a llegar hasta Morón».[14]
- 02-08-2007: Presentación y apertura de ofertas para el soterramiento Caballito - Moreno.[15]
- 23-01-2008: La presidenta Cristina Fernández de Kirchner encabezó el acto de anuncio de obras en el trayecto Caballito - Moreno del corredor ferroviario.[16]
- 15-09-2008: El proyecto del soterramiento se incluye en el proyecto de Presupuesto 2009.[17]
- 23-12-2008: La presidenta encabezó el acto de suscripción del contrato de Obra Pública para la ejecución del soterramiento del Corredor Ferroviario de la línea Sarmiento.[18]
- 23-12-2008: La presidenta de la Nación, Cristina Fernández, afirmó que el soterramiento del Ferrocarril Sarmiento «es una obra estructural para la ciudad de Buenos Aires» que implicará «una transformación en la trama urbana» y servirá para darle «mejor calidad de vida a los habitantes de la capital de todos los argentinos».[19]
- 20-03-2011: Las primeras obras concretas del soterramiento que podrán ver los usuarios serán puentes y cruces a distinto nivel que se construirán en el Gran Buenos Aires.[20]
- 17-08-2011: El Gobierno nacional lanzó al mercado el fideicomiso para el financiamiento del soterramiento del corredor del ferrocarril Sarmiento, mediante la emisión de deuda garantizada con los activos que genera la recaudación del impuesto al gasoil.[21]
- 09-09-2011: Llegó al país la tunelera alemana Herrenknecht que cavará la traza del tren Sarmiento.[22]

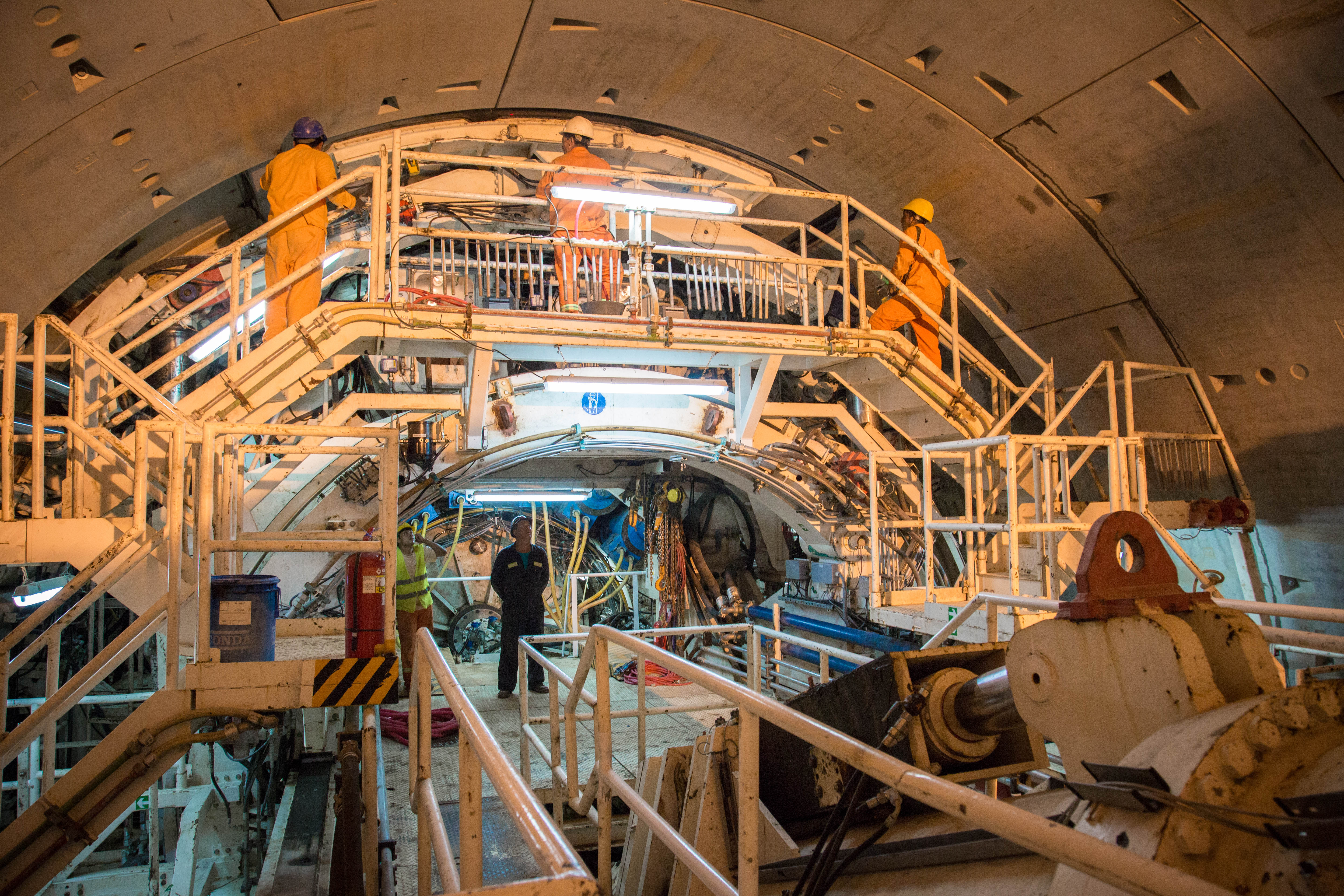
Se puede ver parte del túnel ya construido y como se colocan las placas.

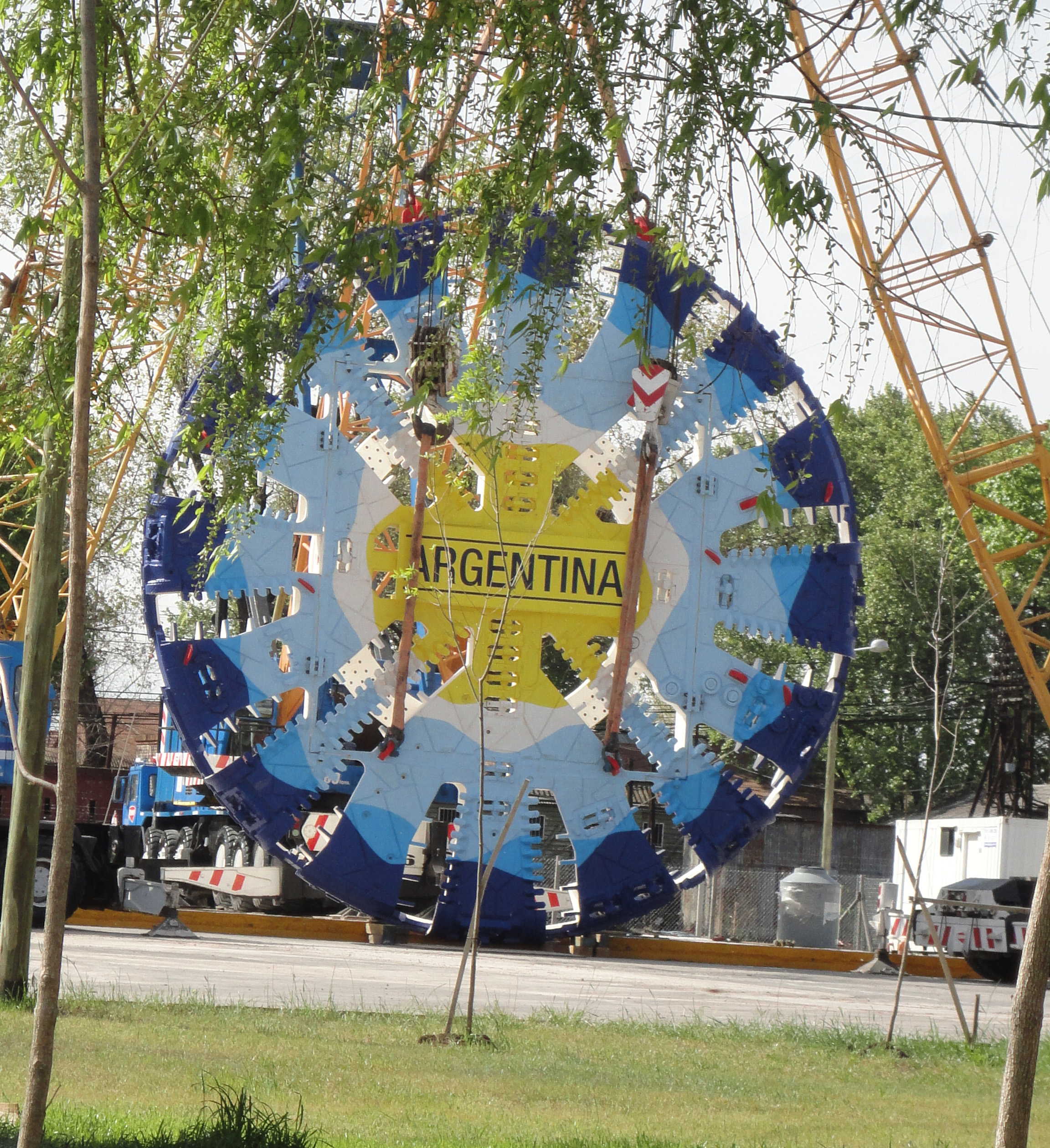
Cabezal exhibido en el obrador de Haedo.

- 17-06-2012: El diario La Nación publicó una nota sobre el comienzo del ensamblaje de la tuneladora bautizada Argentina, dentro de una trinchera a 25 metros de profundidad en la cabecera del futuro túnel, en Haedo. Según el artículo, la excavadora comenzaría a funcionar el 15 de septiembre, para llegar a Caballito en diciembre de 2013. Luego, recorrerá el mismo tramo en sentido inverso, para regresar a Haedo en 2015. La obra tomaría 6.000 millones de pesos en el tramo Caballito-Haedo, y otros 5.000 millones para llegar hasta la localidad de Moreno, con un plazo total de 50 meses de obra.[23]
- 02-07-2012: En un acto realizado a las 11:00 AM, se dio por iniciada la marcha de la tuneladora “Argentina”, que partió desde Haedo para avanzar con un ritmo de 20 metros por día.[24]
- 17-07-2012: Para facilitar el trabajo de las obras, el Ministro del Interior anunció la suspensión de los servicios nocturnos del FC Sarmiento, reemplazándolos por un sistema de micros que realizaría un recorrido paralelo.[25]
- 03-09-2012: Se anunció un nuevo retraso en el inicio de las obras, que comenzarían recién a mediados de octubre, pero finalmente el proyecto queda totalmente paralizado.[26]
- 16-02-2016: El presidente Mauricio Macri anuncia que se reactivarían las obras del soterramiento.[27] la empresa Ghella será la responsable de la ingeniería, mientras que IECSA, de Angelo Calcaterra, se sumará a la construcción. Oderbretch, investigada en el escándalo Petrobras junto cpn Iecsa, ofrece el impulso político para el nuevo relanzamiento del proyecto. La compañía formaba parte del grupo Socma hasta que Francisco Macri se la vendió a su sobrino en una transacción que se anunció a mediados de 2007 en simultáneo con el lanzamiento de la candidatura a jefe de Gobierno de Mauricio Macri.[28][29]
- abril de 2016: se cae la financiación del proyecto.[30] Un año después el juez federal Sebastián Ramos abrió camino a la investigación a raíz de una denuncia que hicieron los fiscales por la modificación de las condiciones de la adjudicación del soterramiento del ferrocarril para beneficiar a la empresa Iecsa.[31]
- junio de 2016: el gobierno de Mauricio Macri anuncian nuevamente el plan de obras públicas, según el diario La Nación el soterramiento se haría con participación de la firma la brasileña Odebrecht y la local IECSA, de Ángel Calcaterra, primo de Mauricio Macri, con contratos por 45.000 millones de pesos, con $ 300 millones este año, $ 8.940 millones cada año en 2017 y 2018 y $ 28.820 en años siguientes.[32]
- octubre de 2016: El Presidente Mauricio Macri, activa la tuneladora.[33][34][35]

- noviembre 2016 Se pagan como adelanto 759 millones de dólares a la constructora Odebrecht y a Iecsa para retomar las obras.[36][37]
- noviembre de 2018: La tuneladora excava a la altura de Lisandro de la Torre, a unos 250 metros de la trinchera de Villa Luro, lugar donde la máquina permanecerá un tiempo para realizar tareas de mantenimiento, ajuste y afilado de las cuchillas de corte para luego volver a ponerse en funcionamiento rumbo a su destino final en el barrio de Caballito.[cita requerida]
- Diciembre 2018 se frenan las obras tras un escándalo de corrupción en Brasil que involucró a Odebrecht la constructora brasileña beneficiada  por el gobierno con la  adjudicación de las obras en 2016. En 2018 la Justicia la prohibición para licitar en el país. Sus ejecutivos se negaban  a ser indagados por jueces argentinos tras haber admitido el pago de sobornos por US$35 millones en el país.[38]
- enero de 2019: Durante la última semana del mes, y luego de recorrer más de 7100 metros, llega a la trinchera
- enero de 2019: Se frenan las obras del soterramiento del Ferrocarril Sarmiento por falta de fondos en el marco de recortes presupuestarios.[39] 100 trabajadores son suspendidos, la tuneladora se detiene a la altura de Villa Luro y quedan 11 kilómetros para llegar a Once.[40] para cumplir con los acuerdos del FMI se produjeron despidos y cesantías en las empresas que prestan servicio en la obra y se dieron de baja los contratos con proveedores.[41]
- 25 de febrero de 2019: El cabezal de la tuneladora rompe el muro e ingresa a la trinchera de Villa Luro.[42]
- 18 de agosto de 2025: se anuncia la cancelación definitiva del proyecto y el sellado de los 7 km de túneles construidos[43]